# U-645
| U-645 | U-645 | U-645 |
| --- | --- | --- |
| U 645 | | |
| | | |
| Зображення підводного човна підтипу VIIC                                                                     | | |
| Верф | Blohm + Voss, Гамбург                                                                                              | Blohm + Voss, Гамбург                                                                                              |
| Під прапором                                                                                                 | Третій Рейх | Третій Рейх |
| Належність                                                                                                   | Крігсмаріне | Крігсмаріне |
| Порт приписки                                                                                                | Кіль, Ла-Паліс (Ла-Рошель)                                                                                         | Кіль, Ла-Паліс (Ла-Рошель)                                                                                         |
| Замовлення                                                                                                   | 20 січня 1941 | 20 січня 1941 |
| Закладений                                                                                                   | 17 грудня 1941 | 17 грудня 1941 |
| Спуск на воду                                                                                                | 3 вересня 1942 | 3 вересня 1942 |
| Введений до складу флоту                                                                                     | 22 жовтня 1942 | 22 жовтня 1942 |
| На службі | 1942—1943 | 1942—1943 |
| Загибель | після 12 грудня 1943 року зниклий безвісти північно-західніше Іспанії                                              | після 12 грудня 1943 року зниклий безвісти північно-західніше Іспанії                                              |
| Сучасний статус                                                                                              | зниклий безвісти                                                                                                   | зниклий безвісти                                                                                                   |
| Бойовий досвід                                                                                               | Друга світова війна Битва за Атлантику                                                                             | Друга світова війна Битва за Атлантику                                                                             |
| Проєкт | | |
| Тип ПЧ | середній торпедний ДПЧ                                                                                             | середній торпедний ДПЧ                                                                                             |
| Вартість | 4 714 000 ℛℳ | 4 714 000 ℛℳ |
| Основні характеристики                                                                                       | | |
| Швидкість (надводна)                                                                                         | 17,9 вузла | 17,9 вузла |
| Швидкість (підводна)                                                                                         | 8 вузлів | 8 вузлів |
| Робоча глибина занурення                                                                                     | 100 м | 100 м |
| Гранична глибина занурення                                                                                   | 220 м | 220 м |
| Автономність плавання                                                                                        | 135—174 км на швидкості 4 вузли (в підводному положенні) 11 470 км на швидкості 10 вузлів (у надводному положенні) | 135—174 км на швидкості 4 вузли (в підводному положенні) 11 470 км на швидкості 10 вузлів (у надводному положенні) |
| Екіпаж | 44—60 осіб | 44—60 осіб |
| Розміри | | |
| Довжина найбільша (по КВЛ)                                                                                   | 67,1 м | 67,1 м |
| Ширина корпусу найб.                                                                                         | 6,2 м | 6,2 м |
| Висота | 9,6 м | 9,6 м |
| Середня осадка (по КВЛ)                                                                                      | 4,74 м | 4,74 м |
| Водотоннажність надводна                                                                                     | 769 т | 769 т |
| Силова установка                                                                                             | | |
| дизель-електрична; 2 дизельних двигуни MAN M 6 V 40/46, 2 електродвигуни Siemens-Schuckert-Werke GU 343/38-8 | | |
| Гвинти | 2 | 2 |
| Потужність                                                                                                   | 2800—3200 к.с. (дизелі) 750 к.с. (електродвигуни)                                                                  | 2800—3200 к.с. (дизелі) 750 к.с. (електродвигуни)                                                                  |
| Озброєння | | |
| Артилерія | 1 × 88-мм палубна гармата SK C/35                                                                                  | 1 × 88-мм палубна гармата SK C/35                                                                                  |
| Торпедно- мінне озброєння                                                                                    | 4 носових і один кормовий ТА 14 торпед або 26 мін TMA                                                              | 4 носових і один кормовий ТА 14 торпед або 26 мін TMA                                                              |
| ППО | 1 × 37-мм зенітна гармата Flak M42 2 × 20-мм зенітні гармати FlaK 30                                               | 1 × 37-мм зенітна гармата Flak M42 2 × 20-мм зенітні гармати FlaK 30                                               |

U-645 — німецький середній підводний човен типу VIIC, що входив до складу Військово-морських сил Третього Рейху за часів Другої світової війни. Закладений 17 грудня 1941 року на верфі № 621 Blohm + Voss у Гамбурзі. Спущений на воду 3 вересня 1942 року. 22 жовтня 1942 року корабель увійшов до складу 5-ї навчальної флотилії ПЧ ВМС нацистської Німеччини. Єдиним командиром човна був оберлейтенант-цур-зее резерву Отто Ферро.

## Історія
U-645 належав до німецьких підводних човнів типу VIIC, найчисельнішого типу субмарин Третього Рейху, яких випущено 703 одиниці. Службу розпочав у складі 5-ї навчальної флотилії ПЧ. 1 травня 1943 року продовжив службу у складі 3-ї флотилії ПЧ. У період з квітня по грудень 1943 року U-645 здійснив 3 бойових походи в Атлантичний океан, провівши 131 добу в морі й потопивши два торговельні судна (12 788 тонн).
Востаннє U-645 вийшов на зв'язок 12 грудня 1943 року в Північній Атлантиці. За кілька днів човен оголосили зниклим безвісти після того, як неодноразово не повідомляв про своє місцеположення. З човном зникли 55 членів екіпажу.
Спочатку вважалося, що U-645 був затоплений з усім екіпажем 24 грудня 1943 року глибинними бомбами американського есмінця «Шенк», але потім ця інформація не підтвердилася.

## Перелік уражених U-645 суден у бойових походах
| №                                                                   | Дата            | Командир ПЧ          | Назва              | Тип                | Належність | Водотоннажність (брт) | Вантаж | Конвой        | Результат та координати                                               | Наслідки атаки для екіпажу     | Прим.                 |
| ------------------------------------------------------------------- | --------------- | -------------------- | ------------------ | ------------------ | ---------- | --------------------- | --- | ------------- | --------------------------------------------------------------------- | ------------------------------ | --------------------- |
| Другий похід (23.08—21.10.1943, 60 діб; Брест—Ла-Паліс (Ла-Рошель)) |                 |                      |                    |                    |            |                       | |               |                                                                       |                                |                       |
| 1                                                                   | 23 вересня 1943 | Oblt. (R) Отто Ферро | Frederick Douglass | суховантажне судно | США        | 7176                  | баласт | Конвой ON 202 | потоплено 57°03′ пн. ш. 28°08′ зх. д. / 57.050° пн. ш. 28.133° зх. д. | 70 (усі вціліли)               | судно класу «Ліберті» |
| 2                                                                   | 9 жовтня 1943   | Oblt. (R) Отто Ферро | Yorkmar            | суховантажне судно | США        | 5612                  | 6584 тонни зерна та 2156 тонн генеральних вантажів, включно з молочною продукцією, боєприпасами та запчастинами до вантажівок і палубним вантажем — рамами вантажівок | Конвой SC 143 | потоплено 56°38′ пн. ш. 20°30′ зх. д. / 56.633° пн. ш. 20.500° зх. д. | 67 (13 загинули та 54 вціліли) |                       |